# Broteas
En la mitología griega,  Broteas o Bróteas (Βροτέας / Brotéas) es un personaje oscuro mencionado en unas pocas fuentes. De este cazador se dice que era hijo del infame Tántalo y en al menos una fuente su madre fue Eurianasa, hija del río Pactolo. Al menos sus hermanos fueron Pélope y Níobe.
Broteas fue quemado en una pira funeraria como sacrificio propiciatorio. Apolodoro nos dice que «Bróteas, que era cazador, no honraba a Ártemis y decía que ni el fuego podía dañarlo. Pero, enloquecido, se arrojó al fuego». Al menos Natalis Comes amplía la narración: «Bróteas, ridiculizado por todos a causa de una deformidad en su boca, se arrojó al fuego y estuvo a punto de sufrir la infamia de la muerte». Ovidio nos confirma que Bróteas se arrojó al fuego con el deseo de morir. El fundamento mítico se basa en que era un famoso cazador, que se negó a honrar a Artemisa. Artemisa le hizo volverse loco, lo que provocó que se hiciese una auto-inmolación. Combina tres familiares mitemas. Compara el cazador Acteón, cuyo sacrificio se justifica también como retribución.
Al heredero de Broteas se le llamó también Tántalo, como su abuelo, si es que no es verdad que Tiestes fue el verdadero padre de la criatura. No se menciona la consorte. Un fragmento hesiódico de los papiros de Oxirrinco conecta genealógicamente a Dárdano, Broteas y Pandión, aunque esta tradición no se halla en ninguna otra fuente. Al menos West cree que en el Catálogo de mujeres una hija innominada de Bróteas fue escogida para desposarse con Dárdano.

### Broteo
Los literatos renacentistas lo conocían con el nombre de Broteo. Así el humanista italiano Domizio Calderini dejó en sus anotaciones del Ibis de Ovidio que Broteo era un hijo de Vulcano y Minerva de fea apariencia, cuyas burlas de desprecio lo hicieron inmolarse en el fuego. El mismo Calderini identifica a Broteo con Erictonio.

### Arqueología
Se le supone autor de la estatua más antigua de la Gran Madre de los Dioses (Cibeles), una imagen a la que los magnesios seguían adorando en la época de Pausanias (siglo II). La escultura fue esculpida en la roca frente a la peña Coddino, al norte del monte Sípilo.
La talla excavada en la roca mencionada por Pausanias fue redescubierta en 1881 por W. M. Ramsay y todavía puede verse en lo alto desde la carretera, a unos 6 o 7 km al este de Manisa (la ciudad ubicada en el lugar de la antigua Magnesia del Sípilo), aunque la cabeza se encuentra a cierta distancia del cuerpo por haberse desprendido por causas naturales. La figura, entre 8-10 metros de altura, está esculpida en un hueco en la cara de una rocosidad de cien metros sobre la llanura pantanosa, cerca del pueblo de Akpinar, ha llegado a ser confundido con una formación rocosa natural cercana asociada a Níobe, la "Níobe de Sípilo" (la "roca que llora", en turco Ağlayan Kaya), también mencionada por Pausanias.
Aparte de la cabeza, muy deteriorada, la figura sedente es suficientemente clara. La diosa con el tocado de la corona polo sostiene los pechos con sus manos. Existe un vago rastro de cuatro jeroglíficos hititas que se pueden apreciar en una sección cuadrada a la derecha de su cabeza. El sitio es hitita, del segundo milenio antes de Cristo.
Cerca de allí, otros sitios arqueológicos asociados tradicionalmente con la Casa de Tántalo desde la Antigüedad son, de hecho, también hititas. Unos 2 km al este de Akpinar hay otros dos monumentos en el monte Sípilo, que también son mencionados por Pausanias: la tumba de Tántalo (cristianizado como "la tumba de San Charalambos") y el "trono de Pélope", de hecho, un altar rocoso.